# Cmentarz żydowski w Międzychodzie
Cmentarz żydowski w Międzychodzie – kirkut, który został założony w XVIII wieku. Mieścił się przy ul. Gorzyckiej, obecnie jest to obszar pomiędzy dzisiejszymi ulicami Kurpińskiego i Wiatraczną. Miał powierzchnię 0,26 ha. W czasie okupacji hitlerowskiej został zdewastowany. Zachowały się po nim schody, a odnalezione poza cmentarzem macewy znajdują się w Muzeum Regionalnym w Międzychodzie. 
W ostatnich latach teren cmentarza został uporządkowany, planuje się utworzenie lapidarium.